# Толубаєв Асанали
Асанали Толубаєв (1896, село Чала-Казакі Семиріченської області, потім село Кзил-Аскер Ворошиловського району Фрунзенської області Киргизької РСР, тепер у складі міста Бішкек, Киргизстан — 31 серпня 1962, місто Фрунзе, тепер Бішкек, Киргизстан) — киргизький радянський діяч, голова Президії Верховної Ради Киргизької РСР (у 1938—1943 роках). Член ЦК КП(б) Киргизії. Член Бюро ЦК КП(б) Киргизії з 16 липня 1938 по 13 січня 1944 року. Депутат Верховної Ради СРСР 1-го скликання (у 1941—1946).

## Біографія
Народився в родині селянина-бідняка. З дванадцятирічного віку наймитував у баїв та заможних селян, працював у сільському господарстві. З 1928 року — робітник на залізниці.
Член ВКП(б) з 1928 року.
Працював секретарем сільського партійної організації. У 1930—1931 роках — голова сільської ради села Кзил-Аскер в Киргизькій АРСР.
У 1937—1938 роках — голова колгоспу «Кзил-Аскер» села Кзил-Аскер Ворошиловського району Киргизької РСР.
19 липня 1938 — 22 березня 1943 року — голова Президії Верховної Ради Киргизької РСР.
У 1943—1945 роках — голова колгоспу «Кзил-Аскер» в Киргизькій РСР.
У 1947—1953 роках — голова виконавчого комітету Кзил-Аскерської сільської ради Кзил-Аскерського району Фрунзенської області Киргизької РСР.
З 1953 року — на пенсії у місті Фрунзе Киргизької РСР.

## Нагороди
- орден Леніна (31.01.1941)
- медалі